# 黃達夫
黃達夫（1939年—）是一位出身臺灣臺北的癌症醫學專家及業餘小提琴家，曾擔任行政院衛生署國家醫療品質委員會主任委員、杜克大學癌症中心臨床主任、美國癌症學會癌症預防診斷及治療委員會評議委員及主席、中華民國癌症醫學會理事長等。黃達夫是和信治癌中心醫院的主要創辦人之一，並長年擔任該醫院的院長職務；2024年11月，黃達夫卸任和信醫院院長乙職，仍保有該院董事長職務。

## 生平
黃達夫為台灣望族鹿港辜家奠基者辜顯榮之外孫，其父黃逢平於1925年畢業自東京商科大學，後長年輔佐辜顯榮的事業經營，其母辜津治為辜顯榮的三女， 兩人於1929年結婚。
1957年，黃達夫入學國立臺灣大學醫學院醫科，於取得該校醫學士學位後，前往美國賓州大學受內科住院醫師訓練（1965年至1967年），後於杜克大學受血液和腫瘤科專科訓練（1967年至1969年），復於杜克大學癌症中心擔任臨床主任（1983年至1985年）以及內科學教授，並擁有該校永久教職身分。他在1988年至1991年間，於美國癌症協會癌症預防診斷及治療委員會擔任評議委員及主席。
1987年，時任美國杜克大學醫學中心內科教授的黃達夫，在行政院政務委員李國鼎先生的邀請下，著手研擬國家癌症中心評估計畫，並於1988年回台，參與和信治癌中心醫院的創辦工作，將美國前沿癌症醫療方法論導入台灣。
1998年10月，為推動醫療教育品質，成立黃達夫醫學教育促進基金會。設立基金由華碩電腦股份有限公司、東光投資股份有限公司、財團法人新光吳火獅紀念醫院、童子賢、錢鵬倫、財團法人台北市新光吳氏基金會等共同捐助。

## 著作

### 書籍
- 《用心聆聽：黃達夫改寫醫病關係》
- 《用心在對的地方》
- 《有願景的憤怒》
- 《永遠站在病人這一邊》

## 相關連結
- 台灣內科醫學會 （页面存档备份，存于）

- 財團法人黃達夫醫學教育促進基金會 （页面存档备份，存于）
- 石文姈獎學金 （页面存档备份，存于）